# 8965 Citrinella
8965 Citrinella eller 9511 P-L är en asteroid i huvudbältet som upptäcktes den 17 oktober 1960 av den nederländsk-amerikanske astronomen Tom Gehrels och det nederländska astronomparet Ingrid van Houten-Groeneveld och Cornelis Johannes van Houten vid Palomarobservatoriet. Den är uppkallad efter fågeln Gulsparv.
Asteroiden har en diameter på ungefär 13 kilometer och den tillhör asteroidgruppen Themis.